# Atletica leggera ai Giochi della XXI Olimpiade - 800 metri piani femminili
Gli 800 metri piani hanno fatto parte del programma femminile di atletica leggera ai Giochi della XXI Olimpiade. La competizione si è svolta nei giorni 23-26 luglio 1976 allo Stadio Olimpico (Montréal).

## Presenze ed assenze delle campionesse in carica
| Competizione      | Atleta           | Prestazione | Montréal 1976 |
| ----------------- | ---------------- | ----------- | ------------- |
| Olimpiadi 1972    | Hildegard Falck  | 1'58”55     | Rit. 1973     |
| Commonwealth 1974 | Charlene Rendina | 2'01”11     | Presente      |
| Europei 1974      | Liliana Tomova   | 1'58”1      | Presente      |
| Asiatici 1974     | Nobuko Kawano    | 2'08”05     | Non qual.     |
| Panamericani 1975 | Kathy Weston     | 2'04”93     | Presente      |

La vincitrice dei Trials USA è Madeline Manning (campionessa olimpica di Città del Messico) con 1'59”81.

Durante la stagione la sovietica Valentina Gerasimova stabilisce il nuovo record del mondo con 1'56”0.

## La gara
L'evoluzione della specialità è sorprendente: in gara si tengono ritmi altissimi, tanto che fioccano le eliminazioni a sorpresa. In semifinale vengono eliminate in un colpo solo: la primatista mondiale, Valentina Gerasimova (sesta), la campionessa europea Liliana Tomova (settima) e la vincitrice dei Trials Madeline Manning (ottava), tutte nella seconda serie. Nella prima serie fa un'apparizione onorevole la diciannovenne Gabriella Dorio. L'italiana è iscritta anche nei 1500, dove avrà miglior fortuna.

La prima semifinale viene vinta dalla sorprendente tedesca Est Anita Weiss (1'56"53), mentre nella seconda svetta la sovietica Svetlana Styrkina (1'57"28).

La finale, se possibile, si svolge ad una velocità ancora maggiore: la Weiss corre in 1'55"74 ma arriva solo quarta! Questa gara storica, che dischiude nuovi orizzonti alla specialità, viene vinta dalla sovietica Tatiana Kazankina, grazie ad un finale superbo, con il nuovo record del mondo di 1'54"94.

## Risultati

### Turni eliminatori
| 5 Batterie   | 23 luglio | 35 iscritte   | Si qualificano le prime 3 + il miglior tempo. |
| 2 Semifinali | 24 luglio | 8 + 8         | Si qualificano le prime 4.                    |
| Finale       | 26 luglio | 8 concorrenti |                                               |

### Finale
| Pos | Paese            | Atleta             | Tempo        |
| --- | ---------------- | ------------------ | ------------ |
|     | Unione Sovietica | Tat'jana Kazankina | 1'54” 94 min |
|     | Bulgaria         | Nikolina Štereva   | 1'55” 42 min |
|     | Germania Est     | Elfi Zinn          | 1'55” 60 min |